# San Francesco della Scarpa (Lecce)
A San Francesco della Scarpa templom Lecce történelmi belvárosában található.

## Története
A templomot a 12. században építették a Guarini család egykori palotája helyén. 1699 és 1714 között barokk stílusban újjáépítették, szintén a Guarini család támogatásával. A család címere ma is látható a templom bejáratát díszítő timpanonon.

## Leírása
A templom érdekessége, hogy nincs főhomlokzata, ugyanis az épületet a 18. században egybeépítették a szomszédos kolostorral. A görög kereszt alaprajzú templom két hajós. Ezeket korintoszi oszlopok választják el egymástól. Az eredeti tíz oltárból mindössze négy maradt fenn, a többit a casaranói templomba szállították át 1874-ben. A templom érdekessége a Szent Józsefet ábrázoló 1833-ban Oronzo Greco által készített óriási papírmasé szobor. További érdekességei az oratóriumban látható, Assisi Szent Ferenc életének jeleneteit ábrázoló 17. századi freskósorozat.